# Чеченці в Україні
Чеченці в Україні — національна меншина, що за переписом 2001 р. налічувала 2 877 осіб. Мешкають переважно у південних, східних областях та Києві. 

## Чисельність
Чисельність чеченців за переписами
- 1926 — 51
- 1939 — 2 026
- 1959 — 424
- 1970 — 939
- 1979 — 1 046
- 1989 — 1 844
- 2001 — 2 877

Чеченці в Україні за переписом 2001 р.
- Харківська область — 384
- Одеська область — 324
- Київ — 280
- Крим — 248
- Запорізька область — 225
- Дніпропетровська область — 205
- Донецька область — 203
- Луганська область — 140
- Полтавська область — 139
- Київська область — 133
- Кіровоградська область — 115
- Миколаївська область — 82
- Херсонська область — 59
- Сумська область — 53
- Черкаська область — 51
- Хмельницька область — 36
- Закарпатська область — 35
- Вінницька область — 33
- Львівська область — 32
- Житомирська область — 29
- Севастополь — 16
- Волинська область — 15
- Тернопільська область — 12
- Чернігівська область — 12
- Рівненська область — 9
- Івано-Франківська область — 7
- Чернівецька область — 0
- Україна — 2 877

## Мова
Рідна мова за переписом 2001 року
- чеченська - 1581	(55,0%)
- російська - 977 (34,0%)
- українська - 212 (7,4%)

## Видатні представники
- Іса Мунаєв - чеченський військовик, бригадний генерал Збройних сил Чеченської Республіки Ічкерія. Учасник Першої та Другої чеченських воєн. Під час війни на сході України очолював проукраїнський Міжнародний миротворчий батальйон імені Джохара Дудаєва. Загинув у бою при обороні Дебальцевого.
- Аміна Окуєва - українська лікарка, громадська активістка та військовослужбовиця. Учасниця подій Революції гідності та війни на сході України у складі батальйону «Київ-2».
- Адам Осмаєв - чеченський військовик, майор Збройних сил Чеченської Республіки Ічкерія. У лютому 2015 року під час війни на сході України очолив Міжнародний миротворчий батальйон імені Джохара Дудаєва.
- Хаджимурад Зумсо - чеченський військовик, очільник батальйону імені Джохара Дудаєва.
- Умхан Автаєв - чеченський військовик, командир батальйону імені Шейха Мансура.